# 夏商周年表プロジェクト
- 夏商周断代工程[1]
- 夏商周年表プロジェクト[1]
- 夏商周年代確定プロジェクト[1][2]

夏商周年表プロジェクト（かしょうしゅうねんぴょうプロジェクト、中国語: 夏商周断代工程）は、1996年から2000年の中華人民共和国において行われた、国家規模の研究プロジェクト。第九次五カ年計画の一環。古代中国史の夏王朝・商王朝（殷）・周王朝の三代について、年代測定の手法によって具体的な年代を確定させた。プロジェクトの成果は「夏商周年表」としてまとめられた。
プロジェクトの全貌は、参加者の一人でもある作家（サイエンスライター）の岳南が書籍にまとめており、日本語訳も刊行されている。

## プロジェクト以前
このプロジェクトが始まる以前に、中国古代の年代は、文献資料でわかっている限りでは、周の共和元年（紀元前841年に相当）までしかたどれなかった。

## プロジェクトの経過
プロジェクトは、1995年の秋から準備がはじめられ、1996年5月16日に正式に開始した。このプロジェクトには、約200名の若手主体の学者が参加した。1999年9月に開かれた夏商周断代工程階段成果学術報告会（中国史学会、中国考古学会、中国科学技術史学会、「夏商周断代工程」項目弁公室主催）では、プロジェクトに参加していない学者も含めて、160人強が討論をした。これが、このプロジェクトに大きな作用をもたらしたという。
2000年9月15日の夏商周断代工程項目験收会でその内容が政府によりチェックされ、2000年11月10日に、プロジェクトの首席科学者である李学勤・李伯謙・仇士華・席沢宗4人を中心として、公表された。
2001年11月、夏王朝よりさらにさかのぼって中国文明の淵源を突き止めるべく「中華文明探源プロジェクト」も始まった。三皇五帝のうち、堯、舜、禹の時期が対象となる。2004年より、本格的に開始され、紀元前25世紀までを目処に研究が行われた。

## プロジェクトの手法
夏商周年表の作成には、様々な手法が用いられた。

### 天文学的な手法
発掘された甲骨文や文献資料において、日食や月食が起きた記事を調べ、天文学的な計算によって、その日食や月食の年月日を算定する。天文考古学。

### 考古学的手法
発掘された遺跡、特に王侯の墓地を調べる。C14年代測定法を利用して、埋葬されている者のおおよその死没年を算出する。

### 文献学的手法
文献資料の暦法の違いを精査し、相互の矛盾を発見し、どれが正確なのかを判定する。

## プロジェクトの結果
- 紀元前2070年頃、夏王朝が開かれる。
- 紀元前1600年頃、商（殷）が夏に代わる。
- 紀元前1300年頃、盤庚が殷墟（河南省安陽市）に遷都。
- 紀元前1046年、周が商に代わる。
- 商の帝の盤庚から帝辛までのおおよその年代を確定。
- 周の王の在位年を具体的に確定。

## 批判
プロジェクトの結果に対して反論や批判が提示されている例がある。例えば、周が殷を滅ぼした年についてプロジェクトでは『竹書紀年』（古本）にある紀元前1027年を否定して、『国語』（周語）にある「歳在鶉火」（この年に歳星（木星）が「鶉火」の位置にあった）の記述を元にして紀元前1046年という数字が出された。これに関して、中国で歳星などの五星（すなわち惑星）の存在が認識されたのは戦国時代以後のことであり、殷末周初にかかる記録が存在しない（『国語』の記事は後代の創作である）として、紀元前1027年説を否定する根拠にはならないとする反論がある。また年表の数値に対しては『史記』等の記年記事に依拠し過ぎており、中国史の碩学・宮崎市定が中国上古の紀年がかなり間延びしていることを指摘しており、落合淳思も殷王朝の系譜分析を通じて『史記』に依拠した殷の紀年が長すぎると指摘する。

## 関連文献
- 岳南著、朱建栄・加藤優子訳『夏王朝は幻ではなかった　一二〇〇年遡った中国文明史の起源』柏書房、2005年。ISBN 4-7601-2729-1。
  - 原題:『千古学案　夏商周断代工程紀実』　浙江人民出版社、2001年、ISBN 9787213021688（中国語）
- 佐藤信弥『中国古代史研究の最前線』星海社〈星海社新書〉、2018年。ISBN 978-4065114384。